# Дрожащее движение
Дрожащее движение (нем. Zitterbewegung), также дрожательное движение и эффект дрожаний — быстрое осциллирующее движение элементарной частицы, подчиняющейся уравнению Дирака (в частности, электрона). Существование такого движения было впервые отмечено Шрёдингером в 1930 году, который проанализировал решение уравнения Дирака для релятивистского свободного электрона, имеющее вид волнового пакета, в котором интерференция между состояниями c положительной и отрицательной энергиями приводит к колебаниям (на скорости света) электрона вокруг его среднего положения с круговой частотой {\displaystyle 2mc^{2}/\hbar }, или приблизительно 1,6⋅1021 Гц.

## Вывод выражения, описывающего дрожащее движение
Движение свободного релятивистского электрона можно описать уравнением Шрёдингера
{\displaystyle H\psi (\mathbf {x} ,t)=i\hbar {\frac {\partial \psi }{\partial t}}(\mathbf {x} ,t)}
где
{\displaystyle H=\alpha _{0}mc^{2}+\sum _{j=1}^{3}\alpha _{j}p_{j}\,c}
— гамильтониан Дирака.
Тогда для описания зависимости любого оператора Q от времени справедливо:
{\displaystyle -i\hbar {\frac {\partial Q(t)}{\partial t}}=\left[H,Q\right]\,\!\;.}
В частности, для производной по времени от оператора координаты {\displaystyle x_{k}(t)}
{\displaystyle \hbar {\frac {\partial x_{k}(t)}{\partial t}}=i\left[H,x_{k}\right]=\alpha _{k}\,\!\;.}
Полученное уравнение показывает, что оператор {\displaystyle \alpha _{k}} можно интерпретировать как k-ю компоненту оператора скорости.
Зависимость этого оператора от времени описывается, в свою очередь, выражением
{\displaystyle \hbar {\frac {\partial \alpha _{k}(t)}{\partial t}}=i\left[H,\alpha _{k}\right]=2ip_{k}-2i\alpha _{k}H\,\!\;.}
Поскольку {\displaystyle p_{k}}, и {\displaystyle H} не зависят от времени, вышеприведённое уравнение можно дважды проинтегрировать по {\displaystyle t}, получив следующую зависимость оператора координаты от времени:
{\displaystyle x_{k}(t)=x_{k}(0)+c^{2}p_{k}H^{-1}t+{1 \over 2}i\hbar cH^{-1}(\alpha _{k}(0)-cp_{k}H^{-1})(e^{-2iHt/\hbar }-1).}
В получившееся выражение входит начальное положение, пропорциональное времени движение и дополнительный член, соответствующий осцилляциям с амплитудой, равной комптоновской длине волны. Это осциллирующее слагаемое — так называемый «zitterbewegung».
Это слагаемое исчезает, если допустить, что волновой пакет состоит из волн только с положительной энергией. Таким образом, дрожащее движение можно интерпретировать как результат интерференции между компонентами волны с положительной и отрицательной энергиями.
Есть и точка зрения, что уравнение Дирака в этом случае нельзя, подобно уравнению Шрёдингера, рассматривать как обычное квантовомеханическое описание одной частицы. Движение заряда со скоростью света описывается уравнением Дирака как очень сложное возбужденное состояние с фазовыми взаимосвязями между частицами и античастицами.

## Опытное подтверждение
В 2009 году учёные экспериментально наблюдали дрожащее движение, подтвердив предсказание Шрёдингера.

## Примечание
1. ↑  А. Н, Тараканов «Классический аналог Zitterbewegung»
2. ↑  Г. Ф. Ефремов, Д. А. Петров «О характере движения электрона Дирака в постоянном магнитном поле»
3. ↑  В. Тирринг Принципы квантовой электродинамики. М., Высшая школа, 1964. — с. 87-89
4. ↑  R. Gerritsma et al. Quantum simulation of the Dirac equation // Nature. — 2010. — Т. 463. — С. 68—71. — doi:10.1038/nature08688. Архивировано 29 августа 2011 года.
5. ↑  Physicists catch sight of trembling particle. physicsworld.com. 10 января 2010. Архивировано 9 января 2010. Дата обращения: 1 марта 2010.